# Поткоава-Фелкоєнь
Поткоава-Фелкоєнь, Поткоава-Фелкоєні (рум. Potcoava-Fălcoeni) — село у повіті Олт в Румунії. Адміністративно підпорядковане місту Поткоава.
Село розташоване на відстані 117 км на захід від Бухареста, 21 км на схід від Слатіни, 66 км на схід від Крайови.

## Населення
За даними перепису населення 2002 року у селі проживали 1119 осіб, усі — румуни. Усі жителі села рідною мовою назвали румунську.